# Katana

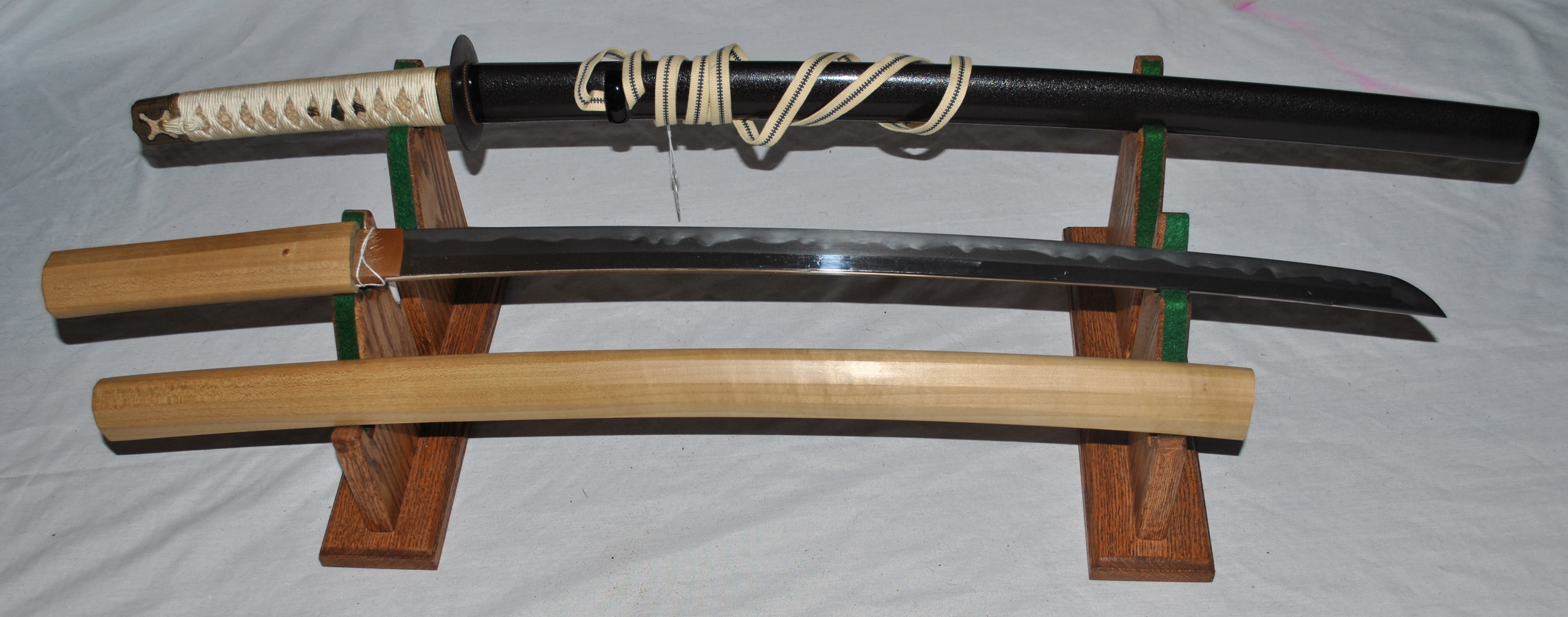
Een antieke katana

Katana (Japans: 刀) ook uchigatana (Japans: 打刀) genoemd is het Japanse woord voor 'zwaard' en verwijst vaak naar enkelzijdige zwaarden van over de hele wereld. De specifieke term voor katana in Japan is uchigatana.
Tot aan de Muromachi-periode (1394–1572) werd het woord katana uitsluitend gebruikt om korte zwaarden aan te duiden die we nu tanto noemen
Het wordt gekenmerkt door een gebogen, enkelzijdig geslepen lemmet met een stootplaat (tsuba) en een lange greep om met twee handen vast te houden. Het werd later ontwikkeld dan de Tachi (太刀) en in tegenstelling tot de Tachi wordt het zwaard met de snijkant naar boven werd gedragen.
Een ander belangrijk verschil , is waar de handtekening van de zwaardsmid is geplaatst. De handtekening wordt aan de omote-kant (buitenkant, zichtbaar) gegraveerd wanneer het zwaard wordt gedragen, dus aan de linkerkant van het handvat bij een katana/uchigatana, en aan de rechterkant bij een tachi die met de snijkant naar beneden wordt gedragen.
De daitō of katana (lang zwaard), behoorde samen met de wakizashi (kort zwaard), en de tantō (mes) tot de vaste wapenuitrusting van de feodale samoerai in Japan. In de westerse wereld is de katana vooral bekend als het samoeraizwaard. Tegenwoordig wordt de katana als ceremonieel wapen en kunstobject gebruikt en in de overgebleven krijgskunsten uit het samoeraitijdperk, zoals iaidō, shindendō, ken-jutsu en battōjutsu.
Een katana die in Japan gemaakt is, staat beter bekend als nihontō, wat Japans zwaard betekent. Dit is dan op de traditionele wijze gesmeed.
De nihontō wordt gemaakt van tamahagane, een uitzonderlijk zeldzame metaalsoort en het product van een lang en zorgvuldig proces dat eens per jaar plaatsvindt. IJzerzand wordt verwarmd in een smeltoven en hier wordt koolstof aan toegevoegd. Zo ontstaat een harde metaalsoort, tamahagane. Dit proces gaat samen met een aantal rituelen. Wanneer de tamahagane klaar is, wordt deze in kleinere stukken gehakt. De beste stukken metaal worden naar de beste zwaardsmeden gebracht. Eenmaal bij de smid wordt het zwaard gesmeed.